# Koh Kong (thành phố)
Koh Kong (tiếng Khmer: ក្រុង កោះកុង) (phiên như Krông Koh Kong) hay Krong Khemarak Phoumin (nâng cấp, đổi tên từ huyện Smach Mean Chey cũ) là thủ phủ của tỉnh Koh Kong. Nó nằm gần cửa sông Bpow Kah đổ ra Vịnh Thái Lan. Thành phố này nằm chỉ cách biên giới Thái Lan 10 km. Thành phố này cách thủ đô Phnom Penh 310 km và cách Sre Ambel 138 km theo trục Quốc lộ 4. Năm 2008, thành phố có dân số là 36.053 người.

## Liên kết
- Kong International Resort website Lưu trữ ngày 6 tháng 7 năm 2022 tại Wayback Machine (tiếng Anh)
- Koh Kong Tourist Site Lưu trữ ngày 20 tháng 6 năm 2013 tại Wayback Machine (tiếng Anh)